# Urbanisation au Niger
 (juin 2013).
L'urbanisation au Niger est un phénomène relativement tardif par rapport au reste du monde. En 2010, le Niger ne serait urbanisé qu'à 20 %.

## La ville de Niamey
L'accroissement de la population favorise un développement rapide de Niamey. En 1937 cette ville se limitait à cinq quartiers tels que Gawèye, Banizoumbou ou Zongo. En 2005, le nombre des quartiers existants est de 89, conséquence de ce développement.